# Jonás Angélico
Jonás Angélico es un personaje ficticio, el protagonista de la novela argentina de ciencia ficción Fábulas invernales.

## Descripción
Jonás es un Observador de Artes y Menesteres, funcionario y portavoz del Sínodo, el gobierno del Cónclave sobre Focaris y sus colonias. Una de sus principales funciones es mantener la Concordancia: el orden de distintos conciertos y culturas bajo el control del Cónclave de Focaris, pero también es presentar el tributo al Pentácrata, semidiós y figura clave en la prevalencia del Cónclave, ya que éste otorga las Dádivas: el control de las mantícoras, los fogariles y la música defensiva, que mantienen a los seres humanos a salvo de los lamires de Amberlac, así como de sus propios impulsos.

## Biografía
Nacido de padres desconocidos, Jonás es entregado al Cónclave de muy pequeño para convertirse en un funcionario, Observador para el Sínodo.
Se educa en a ciudad de Focaris, y con el tiempo se transforma en Observador: un cargo jerárquico muy importante en el mundo ficticio de Fábulas invernales. Tiene diversas asignaciones bajo ese cargo, y finalmente, en el rito en el cual debe presentar un tributo al pentácrata, falla y es exiliado a la Isla de Bellamar, un poblado de pescadores gobernado por el Nosotros. Allí, Jonás relata sus historias a los pescadores, y se entera de que ha sido elegido para entrar a la Montaña Arbórea y enfrentar al Pentácrata. 

Para esto, se somete al Carnífice, y se transforma en el Publicano, el recolector y redentor de almas, y se interna en la morada del pentácrata, quien le cuenta su historia.